# Maryna Kylypko
Maryna Kylypko (née le 10 novembre 1995 à Kharkiv) est une athlète ukrainienne, spécialiste du saut à la perche.

## Biographie
Éliminée dès les qualifications des Jeux olympiques de 2016, elle remporte la médaille de bronze des championnats d'Europe en salle, à Belgrade, ex æquo avec la suédoise Angelica Bengtsson, en égalant son record personnel en salle de 4,55 m.
Le 25 février 2018, à l'occasion du All Star Perche de Clermont-Ferrand, elle bat le record d'Ukraine en salle en franchissant une barre à 4,62 m et termine 4e de la compétition, avant de se blesser au dos lors de son dernier essai à 4,72 m et de repartir sur un civière. Elle ressort de l'hôpital le lendemain avec seulement quelques hématomes, mais devrait tout de même s'aligner aux championnats du monde en salle de Birmingham le 2 mars.

## Palmarès
| Date | Compétition                       | Lieu      | Résultat | Marque |
| ---- | --------------------------------- | --------- | -------- | ------ |
| 2017 | Championnats d'Europe en salle    | Belgrade  | 3e       | 4,55 m |
| 2017 | Championnats d'Europe espoirs     | Bydgoszcz | 2e       | 4,45 m |
| 2017 | Universiade                       | Taipei    | 4e       | 4,40 m |
| 2018 | Championnats d'Europe             | Berlin    | 8e       | 4,45 m |
| 2019 | Championnats d'Europe par équipes | Bydgoszcz | 2e       | 4,56 m |
| 2021 | Championnats d'Europe en salle    | Toruń     | 9e       | 4,35 m |
| 2021 | Jeux olympiques                   | Tokyo     | 5e       | 4,50 m |

## Records
| Épreuve          | Épreuve   | Marque      | Lieu             | Date            |
| ---------------- | --------- | ----------- | ---------------- | --------------- |
| Saut à la perche | Plein air | 4,70 m (NR) | Loutsk           | 18 juin 2021    |
| Saut à la perche | En salle  | 4,62 m (NR) | Clermont-Ferrand | 25 février 2018 |